# Mariosousa willardiana
Mariosousa willardiana é uma espécie de leguminosa do género Mariosousa, pertencente à família Fabaceae.